# サミュエル・オーニッツ
サミュエル・バディッシュ・オーニッツ（Samuel Badisch Ornitz, 1890年11月15日 - 1957年3月10日）は、アメリカ合衆国の脚本家である。マッカーシズムの時代に証言を拒否して議会侮辱罪に問われ、映画スタジオからブラックリストに入れられた「ハリウッド・テン」の1人として知られる。映画界を追われた後は小説家として活動し、『Bride of the Sabbath』（1951年）がベストセラーとなった。

## 生い立ち
ニューヨークで東欧移民のユダヤ系の家庭に生まれる。幼い頃から社会主義に興味をもっており、12歳で路上演説や執筆活動を行っていた。

## キャリア
兄弟達は父親と同じ乾物商の道に進んだが、サミュエルはそれに興味を示さなかった。18歳の時にニューヨーク刑務所協会でソーシャルワーカーとして働き始める。1914年から1920年までにはブルックリンの子供虐待防止協会で働いた。

### 作家
オーニッツは演劇の脚本を書き始め。1918年に『The Sock』が公演された。1919年に『Deficit』がニューヨークのピープルズ・プレイハウスで製作された。
彼は自身のユダヤ人のルーツについて扱った「匿名の自伝」であるデビュー小説『Haunch Paunch and Jowl』（1923年）で成功を収め、全国的な注目を集めた。この作品ではジェイムズ・ジョイスの『ユリシーズ』などと同様に意識の流れという文学手法が用いられた。
1928年、オーニッツは活動の場をカリフォルニア州に移し、トーキーが導入されて間もない映画業界に参入した。翌年、初めてハリウッド映画の脚本を書き、1945年までに『女の一生』（1929年）、『Chinatown Nights』（1929年）、『Hell's Highway』（1932年）、『模倣の人生』（1934年）、『古城の妖鬼』（1935年）、『lFollow Your Heart』（1936年）、『Army Girl』（1938年）、『Little Orphan Annie』（1938年）、『They Live in Fear』（1944年）、『Circumstantial Evidence』（1945年）などを手がけた。
1931年、オーニッツはセオドア・ドライサーやジョン・ドス・パソス、その他左翼系作家と協力し、ケンタッキー州ハーラン郡の鉱夫のストライキが鉱山主に雇われた警官隊によって鎮圧されたというハーラン郡戦争を調査するドライザー委員会の報告書を手がけた。これは1934年4月に『The New Masses』で発表された短編「A New Kentucky」に影響を与えた。
1933年、オーニッツは後にハリウッド・テンとして数えられることとなるレスター・コールとジョン・ハワード・ローソンと共に映画脚本家組合を創設した。
1957年、癌によりカリフォルニア州ウッドランドヒルズで亡くなった。66歳だった。

## 主なフィルモグラフィ
- 女の一生 The Case of Lena Smith (1929) 原案
- Chinatown Nights (1929) 原案
- Hell's Highway (1932) 脚本
- Secrets of the French Police (1932) 脚本
- One Exciting Adventure (1934) 脚本
- 模倣の人生 Imitation of Life (1934) 脚本貢献（クレジット無し）
- 古城の妖鬼 Mark of the Vampire (1935) 脚本貢献（クレジット無し）
- 呪はれた女 Fatal Lady (1936) 脚本
- lFollow Your Heart (1936) 脚本
- 医者の日記 A Doctor's Diary (1937) 脚本・原案
- Army Girl (1938) 脚本
- Little Orphan Annie (1938) 脚本・原案
- They Live in Fear (1944) 脚本
- Circumstantial Evidence (1945) 脚色
- China's Little Devils (1945) 脚本